# Ozyptila rigida
Ozyptila rigida là một loài nhện trong họ Thomisidae.
Loài này thuộc chi Ozyptila. Ozyptila rigida được Octavius Pickard-Cambridge miêu tả năm 1872.